# 赵家遗址 (中牟县)
赵家遗址位于河南省郑州市中牟县三官庙乡赵家村。
遗址南北宽500米，面积30万平方米。遗址区内遗迹、遗物较丰富。2009年6月3日，经郑州市人民政府批准，列入第二批郑州市文物保护单位。